# Разрокост
Разрокост или страбизам (од стгрч. στραβισμός) је неправилан положај очију при коме очне осовине нису паралелне, нити се код посматрања неког предмета секу у посматраној тачки. Очна осовина је права која пролази кроз центар провидног дела ока (рожњаче) и завршава се у видном центру мрежњаче. Лечи се још у детињству помоћу наочара, а касније операцијом.

## Етимологија
Научни назив страбизам долази од старогрчке речи страбисмос (стгрч.  — „жмирење, шкиљење”). Поетички, разрокост је звана и венерине очи.

## Узроци настанка
Не постоји један разлог настанка разрокости, ниједно тумачење не задовољава у потпуности. Најчешће је потребна комбинација више неповољних узрока од којих су већина наследни (нпр. далековидост, кратковидост), a који се не морају појавити у свакој генерацији у истом степену.
Свако око поседује 6 спољних мишића покретача очних јабучица: четири права и два коса мишића. Они омогућују покретање у 6 основних праваца погледа. Морају деловати синхроно и оба ока „довести” у жељени положај.

## Подела разрокости:
Због сложености и шароликости клиничке слике, могуће су и постоје бројне поделе.
Основна је на:
- паралитички страбизам (парализа или пареза једног или више мишића)
- конкомитантни (пратећи) страбизам

Конкомитантни (пратећи) страбизам је типичан за дечје доба. Покретљивост ока је нормална, функција мишића покретача ока је уредна, али међу њима не постоји склад дејства што доводи до отклона ока у одређеном смеру и величини. Ова врста разрокости неповољно утиче на развој видне функције, како на свако око појединачно, тако и на заједничко гледање са оба ока.
Може бити једва приметна (латентни страбизам или хетерофорија) или манифестна (хетеротропија) где је скретање ока лако уочљиво.

##### Према смеру скретања, разрокост може бити:
- према носу (конвергентни страбизам),
- споља (дивергентни страбизам),
- према горе или доле и
- најчешће комбиновано, једног или оба ока.

## Галерија
- Страбизам ка носу
- Спољашњи страбизам